# Distrito de Spree-Neiße
El distrito de Spree-Neiße (en alemán: Landkreis Spree-Neiße; en bajo sorbio: Wokrejs Sprjewja-Nysa) es un Landkreis (distrito) ubicado al suroeste del estado federal de Brandeburgo (Alemania). La capital del distrito recae sobre la ciudad de Forst.

## Geografía
Los distritos vecinos a Spree-Neiße son por el norte el distrito de Oder-Spree, al este la república de Polonia, al sur los distritos sajones de Bautzen y Görlitz, al oeste se encuentra el distrito de Alto Bosque del Spree-Lusacia y al noroeste el distrito de Dahme-Bosque del Spree. El distrito de Spree-Neiße se cierra al oeste con la ciudad independiente (kreisfreie Stadt) de Cottbus.

## Composición del distrito
En el año 2004 se hizo una reforma del distrito debido en parte a la disolución de Haidemühl, de tal forma que se quedó desde el 1 de enero de 2006 con 30 municipios (Gemeinden) y 7 ciudadese. Todas los municipios son bilingües (alemán y bajo sorbio), y los sitios se denominan oficialmente en los dos idiomas. 
(Habitantes a 30 de junio de 2005)
| Ciudades ¹ Ciudades pertenecientes a un amt. 1. Döbern ↔ Derbno ¹ (3.895) 2. Drebkau ↔ Drjowk (6.324) 3. Forst (Lausitz) ↔ Baršć (22.391) 4. Guben ↔ Gubin (21.341) 5. Peitz ↔ Picnjo ¹ (5.033) 6. Spremberg ↔ Grodk (26.416) 7. Welzow ↔ Wjelcej (4.183) Municipios 1. Kolkwitz ↔ Gołkojce (9.989) 2. Neuhausen/Spree ↔ Kopanće/Sprjewja (5.723) 3. Schenkendöbern (4.264) | Unión de municipios/ciudades (Amt) 1. Burg (Spreewald) ↔ Borkowy (Błota) (9.934) 1. Briesen ↔ Brjaze (833) 2. Burg (Spreewald) ↔ Borkowy (Błota) (4.556) 3. Dissen-Striesow ↔ Dešno-Strjažow (1.097) 4. Guhrow ↔ Gory (600) 5. Schmogrow-Fehrow ↔ Smogorjow-Prjawoz (983) 6. Werben ↔ Wjerbno (1.865) 2. Döbern-Land ↔ Derbno-kraj (13.754) 1. Döbern ↔ Derbno (Ciudad) (3.895) 2. Felixsee ↔ Feliksowy jazor (2.382) 3. Groß Schacksdorf-Simmersdorf ↔ Tšěšojce-Žymjerojce (1.109) 4. Hornow-Wadelsdorf ↔ Lěšće-Zakrjejc (666) 5. Jämlitz-Klein Düben ↔ Jemjelica-Źěwink (521) 6. Neiße-Malxetal ↔ Dolina Nysa-Małksa (1.886) 7. Tschernitz ↔ Cersk (1.609) 8. Wiesengrund ↔ Łukojce (1.686) 3. Peitz ↔ Picnjo (12.577) 1. Drachhausen ↔ Hochoza (854) 2. Drehnow ↔ Drjenow (620) 3. Heinersbrück ↔ Most (687) 4. Jänschwalde ↔ Janšojce (2.019) 5. Peitz ↔ Picnjo (Ciudad) (5.033) 6. Tauer ↔ Turjej (805) 7. Teichland ↔ Gatojce (1.270) 8. Turnow-Preilack ↔ Turnow-Pśiłuk (1.289) |

## Demografía
- Desarrollo de la población en los actuales límites (Línea azul: Habitantes -- Línea de puntos: Comparación con el desarrollo de Brandenburgo; Fondo gris: Período del gobierno nazi -- Fondo Rojo: Época communista)
- Tendencias actuales (línea azul) y previsiones de la población

## Economía
La principal industria de la zona es la moderna central térmica de Schwarze Pumpe, en la localidad de Spremberg, que es pionera en el mundo en la utilización del sistema de captura y almacenamiento de carbono.